# 데릭 드루인
데릭 드루인(영어: Derek Drouin, 1990년 3월 6일~)은 캐나다의 육상 선수로 주 종목은 높이뛰기이다. 2016년 하계 올림픽 높이뛰기에서 금메달을 획득했으며, 2015년 세계 선수권 대회, 2014년 코먼웰스 게임, 자국에서 열린 2015년 팬아메리칸 게임에서 캐나다 대표로 참가하여 우승을 차지했다. 또한 2012년 하계 올림픽과 2013년 세계 선수권 대회에서 동메달을 획득했다.